# Caroline Lalive
Caroline Lalive, ameriška alpska smučarka, * 10. avgust 1979, Truckee, Kalifornija, ZDA.
Nastopila je na olimpijskih igrah 1998 in 2002, kjer je osvojila sedmo mesto v kombinaciji in štirikrat odstopila. V štirih nastopih na svetovnih prvenstvih je najboljšo uvrstitev dosegla leta 2005 z dvanajstim mestom v superveleslalomu, leta 2003 je bila trinajsta v kombinaciji. V svetovnem pokalu je tekmovala trinajst sezon med letoma 1996 in 2009 ter dosegla pet uvrstitev na stopničke v treh disciplinah. V skupnem seštevku svetovnega pokala je bila najvišje na 21. mestu leta 2002, v letih 2000 in 2001 je bila druga v kombinacijskem seštevku.